# Poa sachalinensis
Poa sachalinensis är en gräsart som först beskrevs av Gen-Iti Koidzumi, och fick sitt nu gällande namn av Masaji Masazi Honda. Poa sachalinensis ingår i släktet gröen, och familjen gräs. Inga underarter finns listade i Catalogue of Life.